# Йошинори Осуми
 Йошинори Осуми (大隅 良典, Ōsumi Yoshinori) е японски учен, клетъчен биолог, специализирал в областта на автофагията.
Преподава в Центъра за съвременни изследвания към Токийския технологичен институт. През 2012 година получава научната награда „Киото“, а на 5 октомври 2016 г. е обявен за носител на Нобеловата награда за физиология или медицина за откритите от него механизми на автофагия.

## Биография
Осуми е роден на 9 февруари 1945 г. във Фукуока, Япония. Получава бакалавърска степен през 1967 г. и докторска – през 1974 г., и двете от Токийския университет. В периода 1974 – 1977 г. прави постдокторска специализация в Рокфелеровия университет в Ню Йорк.
През 1977 г. се завръща в Токийския университет като научен сътрудник, назначен е за лектор през 1986 г. и повишен до доцент през 1988 г. През 1996 г. се мести да живее в град Оказаки и постъпва на работа в Националния институт за основна биология, където получава професорски пост. От 2004 до 2009 година е професор и в Университета в Хаяма, Япония. През 2009 година става едновременно професор емеритус в Националния институт, и в Университета в Хаяма, и професор в Института за интегрирани изследвания (ИИИ) към Токийски технологичен университет (ТТУ). След пенсионирането си през 2014 година, продължава да работи като професор в Института за иновативни изследвания към ТТУ. Ръководител е на изследователската група по клетъчна биология, към ИИИ на ТТУ.
Когато Осуми започва кариерата си, автофагията е вече известна за науката, терминът е въведен през 1963 година и с него се означава процеса, при който клетките разрушават и преработват своите клетъчни органели (буквално „автофагия“ означава „самоизяждане“). През 1990-те, групата на Осуми описва морфологията на автофагията при дрожди и провежда скрийнинг на мутирани дрождени клетки, при който са идентифицирани гените, които отговарят за способността на клетката да автофагира.
През 2016 година Йошинори Осуми получава Нобелова награда за физиология или медицина за своите открития в областта на механизмите на автофагията. Така той става 23-тият японец – Нобелов лауреат, а преди него в категорията за физиология или медицина петима други японци са получавали наградата.